# 綾里站
綾里站（日语：／ Ryōri eki */?）是位於岩手縣大船渡市三陸町綾里，三陸鐵道的谷灣線車站。車站愛稱為「綾姬之里」。

## 歷史
- 1970年（昭和45年）3月1日：日本國有鐵道盛線車站啟用[1]，當時為終點站。
- 1973年（昭和48年）7月1日：此站至吉濱之間開通[1]。
- 1984年（昭和59年）4月1日：車站由三陸鐵道接管。成為南谷灣線車站[1]。
- 2011年（平成23年）3月11日：發生東北地方太平洋近海地震（東日本大震災），使南谷灣線全線暫停營業。
- 2013年（平成25年）4月3日：南谷灣線盛至吉濱之間重開，此站重開[2]。
- 2019年（平成31年）3月23日：東日本旅客鐵道釜石至宮古之間由三陸鐵道接管，此站成為谷灣線車站[3]。

## 車站構造
此站是地面車站，設有2面2線的相對式月台。為舊南谷灣線車站中唯一設有相對式月台的車站。
此站是簡易委託車站。設有觀光中心「銀河」（商店）。

### 月台
| 月台 | 路線    | 上下行 | 方向                 |
| ---- | ------- | ------ | -------------------- |
| 1    | ■谷灣線 | 上行   | 盛方向               |
| 2    | ■谷灣線 | 下行   | 釜石、宮古、久慈方向 |

## 使用狀況
| 乘車人次變化 | 乘車人次變化 |
| 年度         | 1日平均人數  |
| ------------ | ------------ |
| 2002         | 136          |
| 2003         | 135          |
| 2004         | 133          |
| 2005         | 128          |
| 2006         | 128          |
| 2007         | 130          |
| 2008         | 123          |
| 2009         | 117          |
| 2010         | 113          |
| 2011         | 暫停營業     |
| 2012         | 暫停營業     |
| 2013         | 35           |
| 2014         | 41           |
| 2015         | 47           |
| 2016         | 52           |
| 2017         | 59           |

## 車站周邊
- 大船渡市立綾里小學
- 縣道9號大船渡綾里三陸線（日语：岩手県道9号大船渡綾里三陸線）
- 大船渡市政廳 綾里地域振興出張所
- 綾里郵局

## 其他
- 在2002年（平成14年），此站被選為東北車站百選，理由是「舊三陸町（現時：大船渡市）的中心車站，以童話外觀的車站大樓」。

## 相鄰車站
三陸鐵道
■谷灣線
陸前赤崎－綾里－*（臨）白濱海岸－戀濱
*刪除線為廢站

## 注腳
1. 1 2 3  . 交通新聞 (交通新聞社). 1993-03-23: 8 （日语）.
2. ↑   (PDF). 広報大船渡 (大船渡市). 2013年3月5日, (3月5日号): 10  [2021年1月21日]. （原始内容 (pdf)存档于2017年5月26日） （日语）.
3. ↑  . 毎日新聞 (毎日新聞社). 2019-03-23  [2019-03-24]. （原始内容存档于2019-03-23） （日语）.

## 外部連結
- 車站·周邊資訊【綾里站】 （页面存档备份，存于）（日語）：三陸鐵道